# Monthaut
Monthaut é uma comuna francesa na região administrativa de Occitânia, no departamento de Aude. Estende-se por uma área de 7,01 km². Em 2010 a comuna tinha 38 habitantes (densidade: 5,4 hab./km²).